# Jaroslav Macháč
Jaroslav Macháč (* 24. září 1945 Vrbové) je bývalý slovenský fotbalový brankář, trenér a funkcionář. Po skončení hráčské kariéry se stal trenérem a funkcionářem. Jako hlavní trenér vedl menší mužstva, v Trenčíně se věnuje výchově mladých brankářů.

## Fotbalová kariéra
V československé lize hrál za Spartak Trnava a Jednotu Trenčín. Nastoupil ve 132 ligových utkáních. V roce 1969 získal s Trnavou mistrovský titul. V nižších soutěžích působil v Chemosvitu Svit, Jednotě Trenčín, Válcovnách plechu Frýdek-Místek a JZD Slušovice. Svůj poslední soutěžní zápas odchytal za Odevu Trenčín v roce 1987, kde v té době už dva roky působil jako tajemník klubu.

## Ligová bilance
| Ročník                                   | Zápasy | Góly | Klub            |
| ---------------------------------------- | ------ | ---- | --------------- |
| 1. československá fotbalová liga 1966/67 | 3      | 0    | Spartak Trnava  |
| 1. československá fotbalová liga 1968/69 | 4      | 0    | Spartak Trnava  |
| 1. československá fotbalová liga 1971/72 | 3      | 0    | Jednota Trenčín |
| 2. československá fotbalová liga 1974/75 | -      | -    | Jednota Trenčín |
| 1. československá fotbalová liga 1975/76 | 30     | 0    | Jednota Trenčín |
| 1. československá fotbalová liga 1976/77 | 30     | 0    | Jednota Trenčín |
| 1. československá fotbalová liga 1977/78 | 21     | 0    | Jednota Trenčín |
| 1. československá fotbalová liga 1978/79 | 27     | 0    | Jednota Trenčín |
| 1. československá fotbalová liga 1979/80 | 15     | 0    | Jednota Trenčín |
| CELKEM 1. liga                           | 132    | 0    |                 |